# الاكتئاب عند الأطفال
الاكتئاب لدى الأطفال والمراهقين هو حالة نفسية سلبية مصحوبًا بانخفاض احترام الذات وفقدان المتعة أو فتور الهمة. قد يكون هذا رد فعل لأحداث معينة في حياة الطفل، أو أحد أعراض علم الأمراض فسيولوجية، أو أحد الآثار الجانبية للأدوية، أو اضطراب نفسي. يشبه الاكتئاب في مرحلة الطفولة والمراهقة اضطراب الاكتئاب الشديد لدى البالغين، قد يعاني الأطفال والمراهقون زيادة في التهيج أو السلوك العدواني والتدمير الذاتي. إن الأطفال الذين يتعرضون للإجهاد والقلق أو الذين يعانون من اضطرابات الانتباه، أو صعوبات التعلم، أو المشكلات السلوكية هم أكثر عرضة للمعاناة من الاكتئاب. وكثيرا ما يرتبط اكتئاب لدى الأطفال والمراهقين باضطرابات عقلية أخرى مثل اضطرابات القلق أو اضطرابات السلوك. وقد طور علماء النفس علاجات مختلفة لمساعدة الأطفال والمراهقين الذين يعانون من الاكتئاب، على الرغم من شرعية تشخيص اكتئاب الطفولة كاضطراب نفسي، وفعالية طرق وعلاجات التقييم المختلفة٬ تبقى مثيرة للجدل.
نسبة انتشار مرض الاكتئاب عند الأطفال أقل منها عند الكبار حيث إنه يصيب الصغار بنسبة 1 – 2% ولكن عند المراهقين بنسبة 2 - 5٪. ويصاب به الذكور أكثر من الإناث قبل سن البلوغ. ولكن بعد البلوغ نسبة إصابة البنات أكثر.
ومن النادر أن نجد مظاهر اكتئاب للأطفال في الفئة العمرية 6-12 سنة تختلف عن تلك التي تظهر عند الكبار، وإن كانت المجالات الطبية النفسية حتى سنوات قريبة لا تعترف بوجود اكتئاب عند الأطفال، وكان الاعتقاد أن الأطفال لا يصابون بالاكتئاب. ولقد اتضح أن الأطفال يعيشون الأعراض الاكتئابية، حتى وإن كانت تبدو هذه الأعراض لدقائق، فإن غض الطرف عنها، يؤدي إلى ظهوراعتلالات في الصحة النفسية مستقبلا.
توضح نتائج الدراسات ان الاكتئاب لدى الأطفال الذكور في مرحلة الطفولة اشد منه لدى الإناث في هذه المرحلة٬ واتضح ان الفرق بين متوسط البنات ومتوسط الذكور في الاكتئاب فرق دال احصائيا عند مستوى 0,05.
وترجع هذه الفروق التي تظهر في مرحلة مبكرة انما يرجع ذلك إلى طبيعة الإناث وقدرتهن على التعبير عن مشاهرهن عند الشعور والإحساس بمشاعر انفعالية غاضبة وطارئة بشكل مباشر٬ والذي يكون بالبكاء عادة ويقابل ذلك عدم قدرة الذكور عن التعبير بمشاعرهم.

## الأسباب
أسباب الاكتئاب ليست مفهومة جيداً؛ ولكنه يرتبط بوجود خلل في المواد الكيميائية في الدماغ التي تؤثر بدورها في المزاج، ومن المسببات التي تدفع هذه المواد الكيميائية للخروج عن التوازن هي:
- الأحداث المجهدة: مثل تغيير المدرسة، الطلاق٬ أو وجود حالة وفاة في الأسرة.
- الأدوية: مثل المنشطات أو المخدرات لتخفيف الألم.
- الأمراض الجسمية المزمنة والحوادث التي تسبب الإعاقات الشديدة والتشوهات.
- عدم تشجيع الطفل على التنفيس عما بداخله أو التعبير عن نفسه، فيلجأ للصمت والخذلان، ومن ثم الاكتئاب نتيجة الشعور بالعجز عن فهم الأخرين والتعامل مع المشكلات.
- أسباب جسدية: مثل اختلال الهرمونات وفقر الدم وعدم انتظام السكر في الدم.[6]

## الأعراض
قد ترتبط أعراض الاكتئاب إما بالمزاج أو السلوك أو التفكير، أو بالجنس.
- الإحساس بالحزن والكآبة معظم الوقت، وعند الأطفال قد يُستبدل هذا بـالتهيج. ونقصد بالمزاج المتهيج سرعة الغضب والبكاء، وسهولة الانفال.
- فقدان المتعة بأي نشاط (ألعاب، نشاطات، رحلات)، والإحساس بالضجر وعدم الرغبة في الذهاب إلى المدرسة.
- الشعور بالذنب وعدم القيمة.

- فقدان الأمل والرغبة في الموت.
- صعوبة التركيز
- التعب بسرعة وفقدان القوة والنشاط.
- البطء الحركي.
- نقص أو زيادة الوزن.
- الأرق أو زيادة النوم.

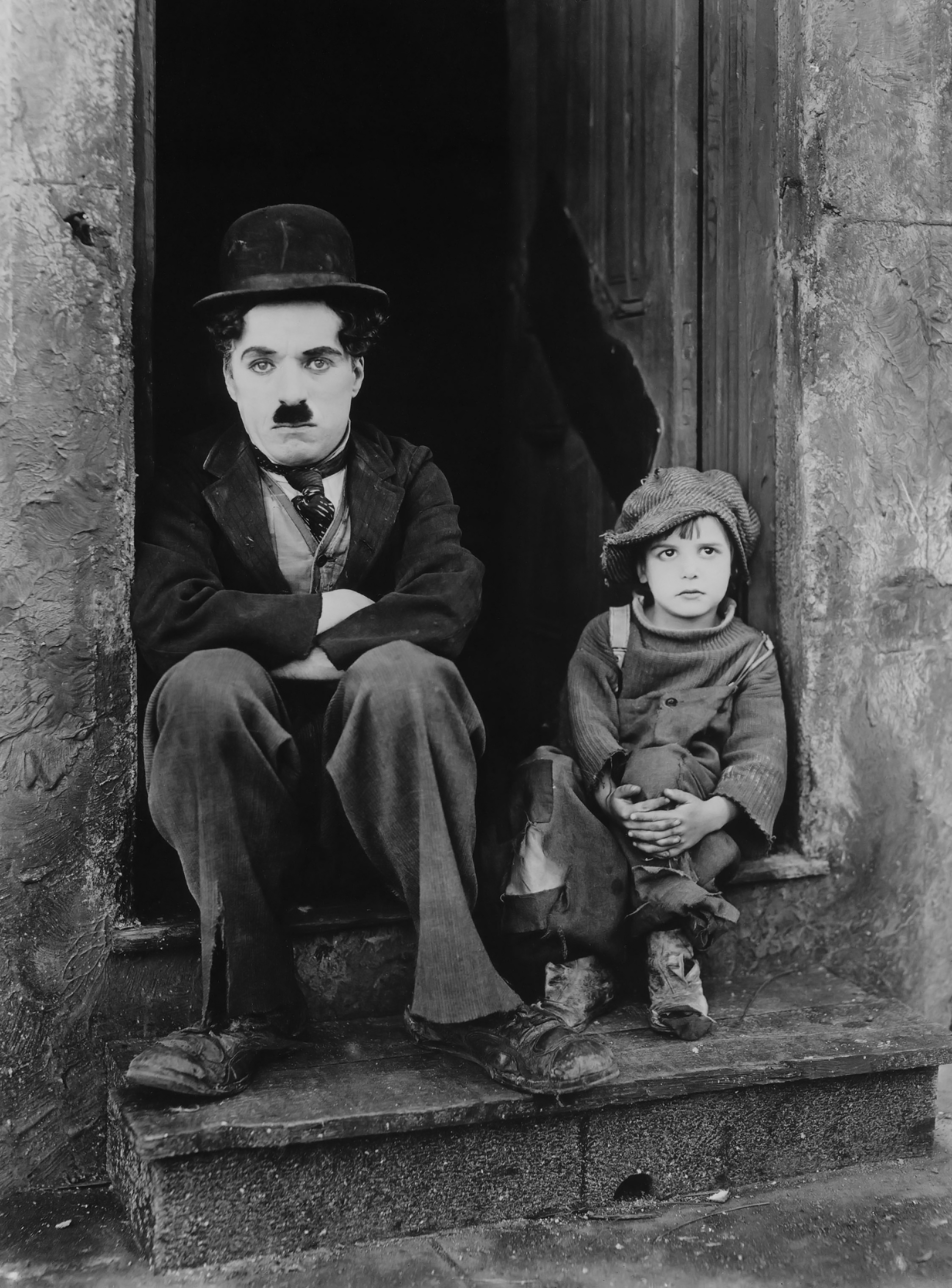

- الشعور ببعض الأعراض مثل الصداع والمغص.

وهناك بعض الأمراض أو الاضطرابات النفسية المصاحبة لاضطراب الاكتئاب عند الأطفال، فـ50% من الأطفال المراهقين المصابين بالاكتئاب يعانون من اضطرابات القلق؛ مثل قلق الانفصال، القلق العام والوسواس القهري.

## أشكال الاكتئاب عند الأطفال
• الاكتئاب الحاد: وتظهر فيه تلك الأعراض بشكل مفاجئ أو نتيجة حصول مشكلة معينة كفقدان شخص عزيز.
• الاكتئاب المزمن: وتظهر فيه بعض تلك الأعراض لدى الطفل، ويكون معروفاً عنه قبل تلك الأعراض التباطؤ الحركي، ولا تسبقه حادثة معينة؛ بل يرجع سببه إلى الطفل نفسه أو حالة وراثية.
• الاكتئاب المقنَّع: ولا تظهر فيه الأعراض المعروفة للاكتئاب؛ بل تظهر علامات أخرى مثل كثرة الحركة، والعبث بالأشياء التي تظهر أمامه وتكسيرها دون قصد، والأفعال التي تدل على ميول عدوانية.

## تشخيص الاكتئاب لدى الأطفال
استخدم في تشخيص الاكتئاب لدى الأطفال نفس المحكات التي تستخدم في تشخيصه لدى الراشدين على الرغم من التباين في تجليات بعض اعراض الاكتئاب بين الأطفال والراشدين، وتتضمن الخصائص الرئيسية للاكتئاب: الحزن الشديد والمتصل، فقدان الاهتمام بالانشطة، مشكلات النوم، (اما الافراط في النوم أو الافراط واليقضة وعدم النوم), البطء الحركي العام أو الخمول البدني التام، في بعض الحالات التهيج الحركي وعدم الاستقرار الحركي، فقدان الحيوية والطاقة، التفكير والانشغال التام بقضايا الموت أو الوفاة، سيطرة مشاعر النقص وانعدام القيمة واللوم الشديد والمبالغ فيه للذات (جلد الذات), صعوبة في التفكير وفي التركيز وفي اتخاذ القرار، ومن الاعراض الشائعة للاكتئاب بين الأطفال المشكلات البدنية الخاصة بصورة محددة بوزن الجسم وصورة الجسد -صورة الجسد، ويوجد عرضيي اضافيين يميزان وجود الاكتئاب لدى الأطفال والمراهقين هما: التوتر الحركي العام وعدم الارتياح، والشكاوى الجسدية أو البدنية (مثل آلام المعدة، الصداع), وليس من الضروري ان يعاني الطفل أو المراهق أو الراشد من كل الاعراض السابقة ليسقط عليه وصف المكتئب، اذ ان المحك العام لتشخيص الاكتئاب يفيد ضرورة وجود على الاقل خمسة اعراض من الاعراض السابقة معظم الوقت لمدة اسبوعيين متتاليين أو أكثر على ان يكون من بين هذه الاعراض الخمسة الحزن الشديد أو فقدان الاهتمام.

## الوقاية من الاكتئاب
لا توجد وسيلة مضمونة لمنع الاكتئاب، وذلك لأنه مرض تتداخل فيه عدة عوامل بيولوجية وسلوكية، ولكن هناك خطوات يمكن من خلالها تقليل احتماليته، والمساعدة في تشخيصه والتعامل معه في مراحله الأولية، منها:
- ممارسة الرياضة والتمتع بالنشاط.
- المحافظة على شبكة اجتماعية داعمة من الأصدقاء والعائلة، وخاصة في أوقات الأزمات.
- معرفة معلومات كافية وموثوقة عن الاكتئاب وخاصة إذا كنت من الفئة المعرضة له.
- حاول التعامل مع الضغط وتقليله.[9]

### مداخل علاج الاكتئاب لدى الأطفال والوقاية منه
من الأهداف الرئيسية للتقييم أو القياس النفسي الدقيق الربط بين المعلومات التي يتم الحصول عليها بخطة التدخل الوقائي أو العلاجي أو التأهيلي الفعالة. وتعد طرق العلاج المعرفي السلوكي آي الشامل آثر مداخل العلاج النفسي الاجتماعي فعالية في علاج الاكتئاب لدي الأطفال والمراهقين والراشدين. ويرى ان المكون المعرفي لمدخل العلاج المعرفي السلوكي للاكتئاب على تغيير أساليب التفكير المختلة وظيفيًا أو غير التكيفية التي يتبناها الشخص المكتئب بينما يرى ان المكون السلوكي لهذا المدخل على تزويد الأنشطة والسلوكيات التي تقضي إلى زيادة امية الاستجابة الاجتماعية للشخص المكتئب خلال تفاعلاته الاجتماعية مع الآخرين واستخدام مختلف فنيات تعزيز زيادة اشتراكه في أنشطة عالم الخبرة الاجتماعية المحيط به.
آما أن دمج خطة التربية السيكولوجية (التربية النفسية) في سياق بعض برامج العلاج مكونًا رئيسيًا مزيدًا بطبيعة الحال لفعالية مثل هذه البرامج. ويقصد بالتربية النفسية أو السيكولوجية مجموعة الأنشطة والخبرات المنظمة المخططة التي تستهدف اسباب أو تعليم التلاميذ مجموعة متنوعة من مهارات الحياة، المهارات الاجتماعية، مهارات التواصل، مهارات حل المشكلة، مهارات ضبط الذات، مهارات مواجهة الضغوط أو التوافق مع الضغوط، ومهارات إدارة الذات، وغير ذلك من المجالات المكونة لما يعرف بالكفاءة الاجتماعية والانفعالية وفعالية الذات انطلاقًا من أصل نظرية تفسيرية معينة يشتق منها إستراتيجيات وفنيات تعليمية فعالة تطبق على يد معلمون مؤهلون سواء أدمجت هذه الخبرات أو الأنشطة فѧي سياق خطة المنهج المدرسي العادي أو طبقت بصورة مستقلة عن خطة المنهج المدرسي. وتطوير برنامج علاجي فعال في المواقف المدرسية سواء لحالة فردية أو لمجموعة من الحالات لا يتطلب تحديد نمط العلاج المناسب فقط بل يقتضي مراعاة العديد من العوامل الأخرى منها عدد الجلسات التي يجب أن تخطط وتوقيت تقديمها، التأيد على النقاط أو المكونات الرئيسية للبرنامج العلاجي، وآيفية بناء علاقات علاجية قائمة على الثقة والاحترام. ويوجد الكثير من المكونات الأساسية للعلاجات النفسية الاجتماعية التي يبدو أنها مهمة في مساعدة الأطفال والمراهقين على مواجهة الاكتئاب والتغلب عليه. من هذه المكونات التدريب على مهارات التواصل الاجتماعي الفعال ويوجد الكثير من البرامج العلاجية التي استهدفت هذا المجال الحيوي من مجالات المواجهة حيث يعلم التلاميذ وفق هذه البرامج كيف يعبرون عن مشاعرهم وأفكارهم للآخرين (القرآن، الآباء، المعلمين، والمعالجين) بطريقة واضحة ومفهومة. ومن المكونات الأساسية أيضًا لبرامج التدخل النفس الاجتماعي الفعال لعلاج الاكتئاب ما يعرف بالتربية الانفعالية أو الوجدانية وفيها يدرب التلاميذ على اكتشاف وتسمية وتصنيف الانفعالات المفرحة والانفعالات المكدرة ثم تحديد ومعرفة المواقف التي تنشط أو تستثار فيها هذه الانفعالات ثم تأتي الخطوة الثانية للتربية الوجدانية والتي تتمثل في معرفة وفهم/تفهم الرابطة بين هذه الأفكار والمواقف. آما أن اكتشاف المشكلة ومعرفة أنماط الأساليب المعرفية المختلة وظيفيًا أو غير التكيفية مكونًا آخرً غالبًا ما يرتبط بالتربية الانفعالية. وهذا المكون يرى على ان التعامل الهجومي في واقع الأمر مع المعتقدات أو الأفكار السلبية الذاتية، التشوهات المعرفية، أساليب العزة المختلة وظيفيًا أو غير التكيفية، والتفكير غير المنطقي أو غير العقلاني. وغالبًا تدمج إستراتيجيات التغيير المعرفي التي تدحض الأفكار السلبية وتهجم على الأفكار غير العقلانية مع الترآي على الأفكار والأحداث الإيجابية في التدخل المعرفي السلوكي لعلاج الاكتئاب. ويأتي أخيرًا التدريب على مهارات الحياة مثل وضع الأهداف الشخصية، حل المشكلة، التفاوض وحل الصراع، إضافة إلى ممارسة المهارات الاجتماعية المناسبة جزءًا رئيسيًا في واقع الأمر من خطة برنامج العلاج الشاملة للاكتئاب.

## العلاج

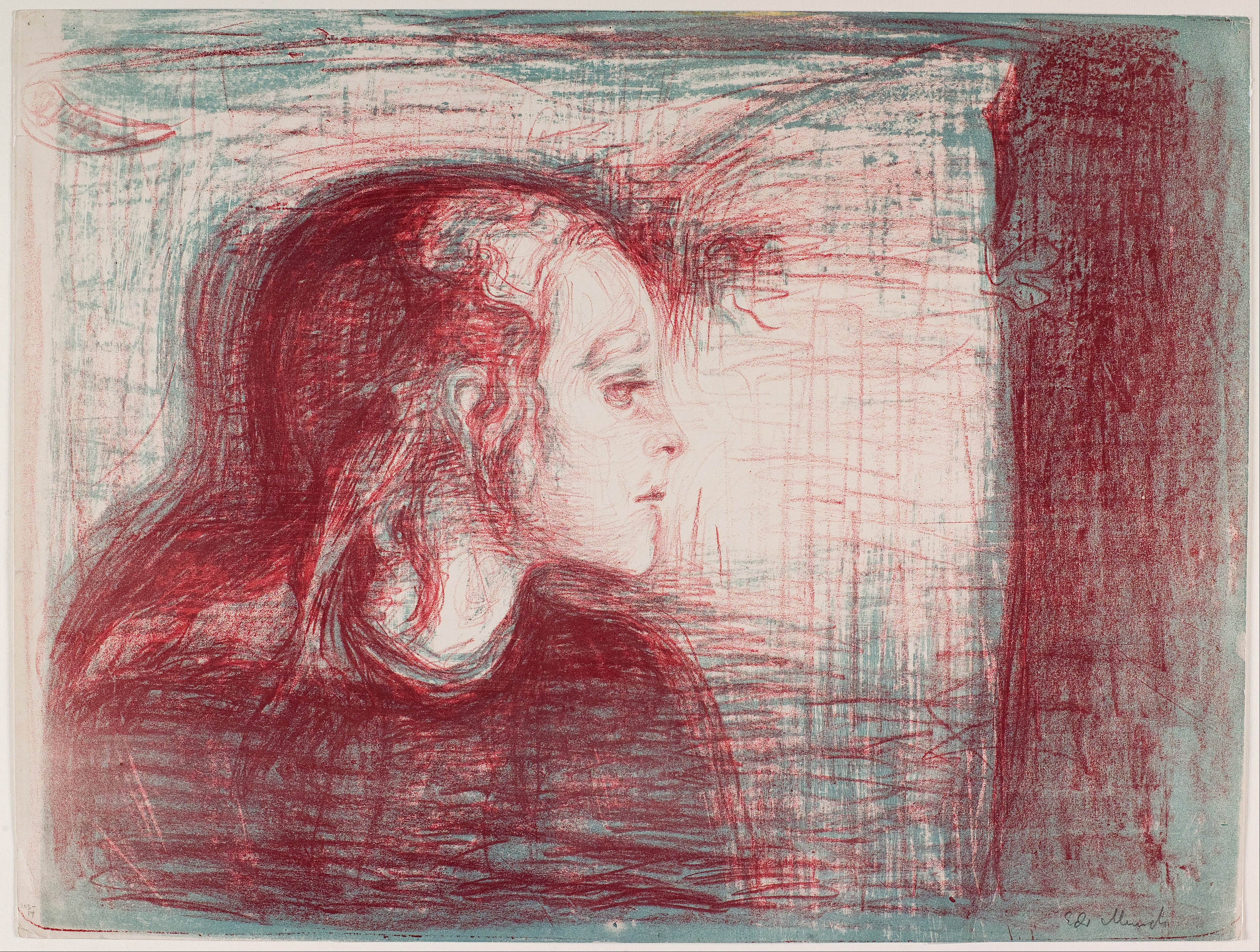

- ترفيه الطفل واشراكه في جماعات اللعب والرحلات وعدم تركه فريسة للاحزان.
- تعويد الطفل على التفاؤل والبعد عن الندم والتشاؤم وعدم التركيز على سلبيات الطفل ونقاط ضعفه.
- تشجيع الطفل على التعبير عن ذاته وتنفيس مابه من آلام ومناقشته في تلك الافكار التي يراها وتسبب له هذا الاكتئاب.
- العلاج الدوائي فقد ثبت صلاحية هذا العلاج في حالات كثيرة في الأطفال شرط ان يحال دون وجود نفس الظروف المحبطة والمؤلمة للطفل.
- العلاج الجماعي بحيث يشرك الاخوة والاخوات والوالدين في علاج المشكلة.
- تحدثى مع طفلك إذا لاحظت عليه مجموعة من أعراض الاكتئاب، وشجعيه دائما على أن يتحدث عما يشعر به وما يضايقه أو يحبطه. وإذا شعرت أن اكتئاب طفلك يزداد، فيمكنك البدء فورا في الاستعانة بطبيب متخصص لكي يعالج طفلك من الاكتئاب.
- يجب عليك أن تتحدثى مع طبيب العائلة لتتأكدى ما إذا كان هناك سبب جسمانى أم لا لشعور طفلك بالتعب والإرهاق والآلام في جسمه وشعوره أيضا بتقلبات مزاجية متعددة. ومن المهم أيضا أن تسألى المعلمين في مدرسة طفلك ما إذا كانوا قد لاحظوا أي تغييرات في سلوكيات ومزاج طفلك. عندما تتحدثين مع معلم الطفل عن الصعوبات التي قد تواجهه، فإن هذا قد يغير من طريقة تعامل المعلم معه وهو الأمر الذي قد يعنى بالتالى أن ثقة الطفل بنفسه ستزداد داخل فصل المدرسة.
- عليك ألا تضيقى الخناق على طفلك واتركيه يرتكب الأخطاء لأن حمايته بطريقة مبالغ فيها قد تتسبب في شعوره بعدم الثقة في قدراته.
- حاولى أن تكتشفى السبب الذي يضايق طفلك وعندما تكتشفينه لا تقللي من السبب، لأن الأمر قد لا يكون مهما بالنسبة لك ولكنه يمثل مشكلة كبيرة بالنسبة للطفل.
- يجب أن تتأكدى من الطبيب أن مزاج الطفل المكتئب ليس بسبب أي أعراض جانبية لأدوية أو أي مضاعفات
- حددى لطفلك جدولا يلتزم من خلاله بموعد محدد لتناول الطعام والنوم لأن عدم الانتظام في مواعيد تناول الطعام والنوم قد يزيد من أعراض الاكتئاب عند الطفل. وعليك أيضا أن تشجعى طفلك على ممارسة الرياضة[10][11]